# Toms River Festival
Toms River Festival é uma arena em New Jersey, Estados Unidos.